# Stoneys
Pour les articles homonymes, voir Stoney.

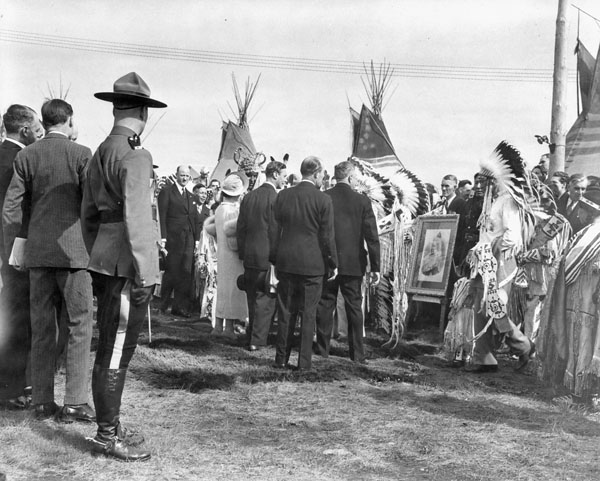
Le roi George VI et la reine Elizabeth rencontrent des chefs stoneys durant la visite royale au Canada en 1939.

Les Stoneys, également appelés Nakodas, Îyârhes Nakodabis ou Sioux des montagnes Rocheuses, sont un peuple autochtone de l'Ouest canadien et, originellement, des États-Unis. Historiquement, ils habitaient de grandes portions de l'Alberta, de la Saskatchewan et du Montana. De nos jours, leurs réserves se trouvent en Alberta et en Saskatchewan.
D'un point de vue linguistique, ils se rapprochent des nations des Dakotas et des Lakotas qui vivent dans les Grandes Plaines et les montagnes Rocheuses. Ils font partie du groupe plus large des Sioux. De plus, ils sont très rapprochés des Assiniboines.
Dans leur propre langue, le stoney ou nakoda, ils se nomment eux-mêmes en tant que Nakoda ; ce qui signifie « ami » ou « allié ». Le nom « stoney » leur a été donné par des explorateurs européens à cause de leur technique d'utiliser des pierres chauffées au feu pour faire bouillir du bouillon dans des bols en cuir brut.

## Annexe